# Boris Ćorić
Boris Ćorić (Kreševo, 24. prosinca 1933. – Sarajevo, 22. siječnja 1983.), hrvatski književni povjesničar i esejist.

## Djela
Studije o životu i djelu Ivana Franje Jukića: Sabrana djela, I-III (1973.) i Silviju Strahimiru Kranjčeviću - Nada, 1895. – 1903. (1977.).